# 勢古浩爾
勢古 浩爾（せこ こうじ、1947年 - ）は、日本の評論家、エッセイスト。
大分県生まれ。明治大学政治経済学部卒、明治大学大学院政治学修士課程修了。橋川文三に師事。大学院修了後、洋書輸入会社に勤務。「石原吉郎論」で開高健賞候補。その後文筆活動に入り、『まれに見るバカ』がベストセラーとなる。2006年退社し文筆に専念。新書による人生論が多かったが、2009年本格評論『大和よ武蔵よ』を刊行。

## 著書
- 『中島みゆき・あらかじめ喪われた愛』宝島社 1994
- 『自分をつくるための読書術』ちくま新書 1997
- 『こういう男になりたい』ちくま新書 2000
- 『わたしを認めよ!』洋泉社 新書y　2000
- 『「自分の力」を信じる思想』PHP新書 2001
- 『自分様と馬の骨 なぜ認められたいか?』三五館 2002 「なぜ、だれも私を認めないのか」講談社+α文庫
- 『ぶざまな人生』洋泉社 新書y　2002
- 『まれに見るバカ』洋泉社 新書y　2002
- 『おやじ論』PHP新書 2003
- 『この俗物が!』洋泉社 新書y　2003
- 『思想なんかいらない生活』ちくま新書　2004
- 『女はどんな男を認めるのか 10歳からの男と女の基本』講談社+α新書　2004
- 『白洲次郎的』洋泉社 新書y　2004
- 『ああ、顔文不一致』洋泉社 新書y　2005
- 『生きていくのに大切な言葉 吉本隆明74語』二見書房　2005　『ぼくが真実を口にすると 吉本隆明88語』ちくま文庫
- 『ああ、自己嫌悪』PHP新書　2005
- 『結論で読む人生論 トルストイから江原啓之まで』草思社 2006　のち文庫
- 『新・代表的日本人』洋泉社　新書y　2006
- 『目にあまる英語バカ』三五館　2007
- 『自分に酔う人、酔わない人』PHP新書　2007
- 『アマチュア論。』ミシマ社　2007
- 『会社員の父から息子へ』ちくま新書　2007
- 『日本人の遺書』洋泉社 新書y　2008
- 『いやな世の中 自分様の時代』ベスト新書　2008
- 『日本を滅ぼす「自分バカ」』PHP新書　2009
- 『負けない』ちくまプリマー新書　2009
- 『大和よ武蔵よ 吉田満と渡辺清』洋泉社　2009
- 『定年後のリアル』草思社　2010　のち文庫
- 『ビジネス書大バカ事典』三五館　2010
- 『最後の吉本隆明』筑摩選書　2011
- 『人に認められなくてもいい』PHP新書　2011
- 『不孝者の父母考 親が死んではじめて気づいたこと』三五館 　2013
- 『石原吉郎　寂滅の人』言視舎　2013
- 『定年後7年目のリアル』草思社文庫　2014
- 『定年後に読みたい文庫100冊』草思社文庫　2015
- 『さらなる定年後のリアル』草思社文庫　2015
- 『結論で読む幸福論 いつか見たしあわせ』草思社文庫　2017
- 『定年バカ』SBクリエイティブ　SB新書　2017
- 『ひとりぼっちの辞典』清流出版　2017
- 『60歳からの「しばられない」生き方』ベストセラーズ　2017
- 『ウソつきの国』ミシマ社　2017
- 『古希のリアル』草思社文庫　2018

- 『定年バカ　続』SBクリエイティブ　SB新書　2019
- 『人生の正解』幻冬舎新書　2019
- 『それでも読書はやめられない』NHK出版新書　2020
- 『自分がおじいさんになるということ』草思社　2021
- 『定年後に見たい映画130本』平凡社新書　2022
- 『ただ生きる』夕日新書　2022